# Smith & Wesson Model 39

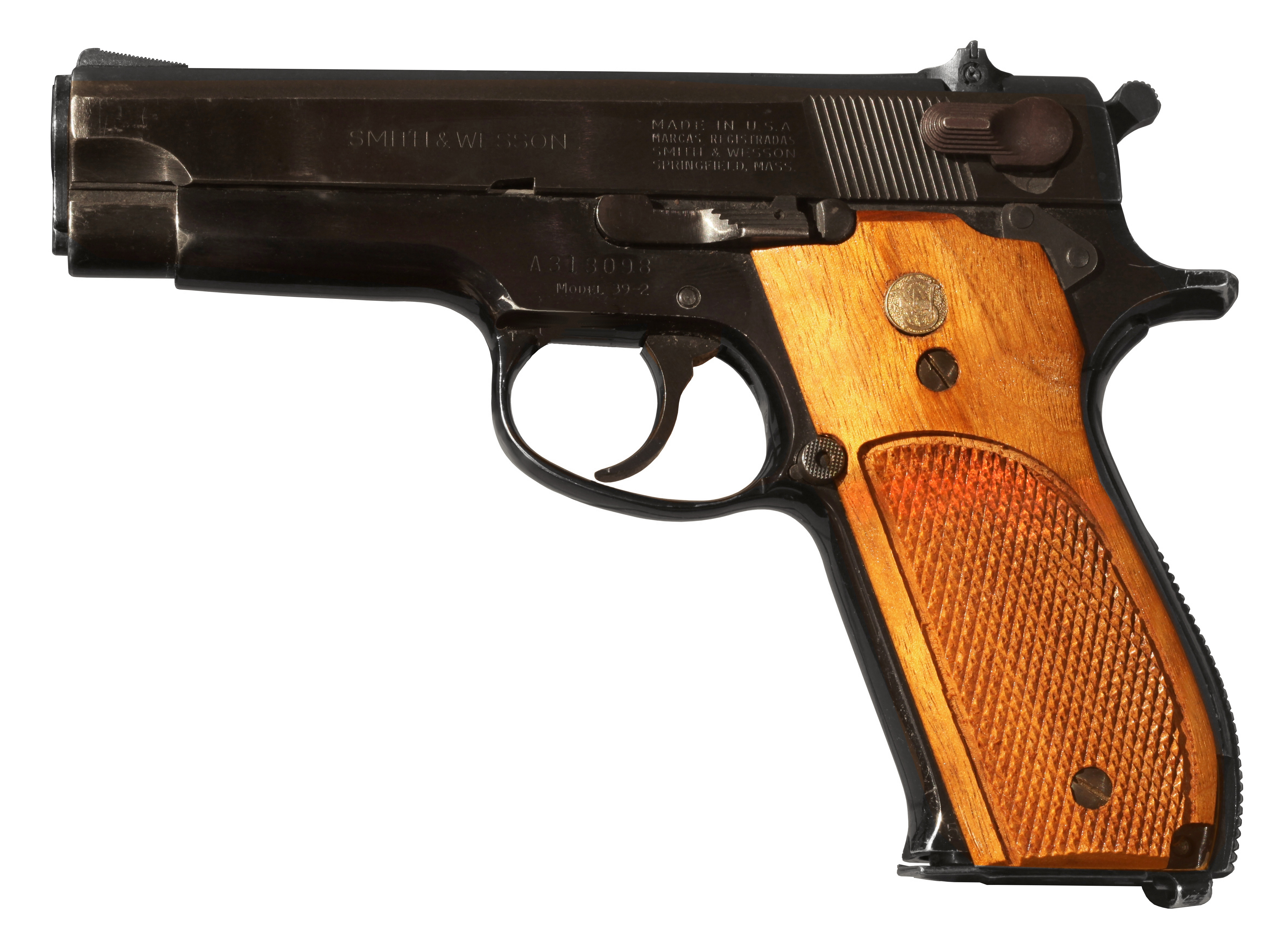
Uma S&W Model 39 da Gendarmaria de Vaud, exibida no museu do Château de Morges.

A Smith & Wesson Model 39, foi uma pistola semiautomática desenvolvida pela Smith & Wesson, com o objetivo de participar dos testes para escolha, da pistola de serviço para o Exército dos Estados Unidos em 1954.

## Visão geral
Depois que o Exército abandonou sua busca por uma nova pistola, a Model 39 foi para o mercado civil em 1955 e foi a primeira pistola, da primeira geração de pistolas semiautomáticas da Smith & Wesson.
A Model 39 empregava muitos recursos comuns à Walther P38, como uma segurança de desengate que desconectava o gatilho e o cão. A Smith & Wesson até mesmo copiou o carregador monofilar para 8 cartuchos também, mas adicionou uma aba na base do carregador para facilitar sua remoção. O comprimento total da Model 39 era de 7,6 polegadas, o cano de 4 polegadas. O peso da Model 39 era de 1,72 libras; este peso leve é devido à sua estrutura de alumínio.
Uma versão modificada desse modelo, identificada como Mk 22 Mod 0, foi usada de maneira limitada por unidades do Naval Special Warfare na Guerra do Vietnã.